# Semiothisa placida
Semiothisa placida är en fjärilsart som beskrevs av Moore 1888. Semiothisa placida ingår i släktet Semiothisa och familjen mätare. Inga underarter finns listade i Catalogue of Life.